# Mionochroma spinosissimum
Mionochroma spinosissimum är en skalbaggsart som först beskrevs av Schmidt 1924.  Mionochroma spinosissimum ingår i släktet Mionochroma och familjen långhorningar. Inga underarter finns listade i Catalogue of Life.